# Platysilpha murina
Platysilpha murina är en kackerlacksart som först beskrevs av Walker, F. 1868.  Platysilpha murina ingår i släktet Platysilpha och familjen jättekackerlackor. Inga underarter finns listade i Catalogue of Life.